# Добрая дорога детства
«Добрая дорога детства» — всероссийское федеральное издание по безопасности дорожного движения, выпускаемое при поддержке Госавтоинспекции МВД России и Министерства Просвещения Российской Федерации. Основано в июле 2000 года в Москве. Газета выпускается два раза в месяц в 85 регионах России.
Первые два года «Добрая дорога детства» выходила как приложение к ежемесячному печатному изданию Stop-газета и имела 4 полосы. С 2003 газета стала выходить на 8 полосах 2 раза в месяц как самостоятельное издание. Начиная с июля 2018 года газета публикуется 2 раза в месяц на 12 полосах и доставляется читателям по подписке.
В газете печатаются материалы по профилактике детского дорожно-транспортного травматизма у дошкольников и школьников. В подготовке материалов для публикации, редакция газеты тесно сотрудничает с Госавтоинспекцией МВД России, Министерством образования и науки Российской Федерации. На страницах газеты публикуются статьи юнкоров. В каждом номере газета печатает вкладку с методическими материалами для уголков безопасности в школах и детских учреждениях.
Газета реализует Федеральный проект по созданию детско-юношеских пресс-центров ЮИД, и проводит работу по повышению интереса детской аудитории к знанию и соблюдению правил дорожного движения. В ряде региональных центров России открыты детские пресс-центры ЮИД.